# De kale kroon
De kale kroon is een stripverhaal uit de reeks van Suske en Wiske. Het is geschreven door Peter Van Gucht en getekend door Luc Morjaeu. Het kwam uit als 361ste album in de Vierkleurenreeks op 18 maart 2022.

## Personages
- Suske/Suzko, Wiske/Wizka, Lambik/Lambikov, tante Sidonia/generaal Zidonia, Jerom/sneeuwkozak,Tom, tsarisna Annah de acht- of negenenveertigste, koning Kazak de Verrassende, raadsheer Gorputin/Baba Yaga, Schanulleke/Schanoelski, Kakalitsj, kozakken, steur, man, grondwolf, Kikimora, Cygni (zwaan), Anserina, andere zwanen,

## Locaties
- Oerkizan, Paktadav, Ztikztof[1], Wartburg, Tuin der Teuten, Barkas, Zastava, Moskvitch, Siberi

## Verhaal
Suzko en Wizka worden geadopteerd door tsarina Annah, de raadsheer zint zelf op de macht. Als Annah onverwacht overlijdt, kan een van de kinderen de macht krijgen. Er wordt geloot door Lambikov en Wizka wint. De raadsheer vindt in een oud boek een zestal uitdagingen die moeten worden volbracht om de macht te krijgen. Het gaat over wijsheid, rechtvaardigheid, zelfbeheersing, moed, geloof en naastenliefde. Als eerste reist Lambikov met de kinderen naar het plaatsje Ztikztof. Daar moeten ze een zwaard uit een boom bevrijden, drie broers moeten het eens worden. Door een goed gesprek met Suzko lukt dit na jaren ruzie maken en het zwaard komt uit de boom.
De vrienden reizen door naar de Tuin der Teuten in Wartburg, hier bewaakt een heilige steur de kaviaar van de goden. Er moet met toestemming van de steur van het kaviaar gegeten worden. Baba Yaga lokt de steur en Wiske wacht lang, maar neemt dan een hap zonder toestemming. Ze verandert in de steur en de steur verandert weer in een mens. Suzko ziet de man weglopen en ontdekt wat er met Wizka is gebeurd. Ze geeft hem toestemming om van de kaviaar te eten, waarna de reis wordt vervolgd. De ezel van de kozakken eet van de kaviaar, waarna Wiske weer mens wordt en de ezel verandert in de steur. 
In Barkas is Pjotr de grondwolf de reden dat de nomaden zijn weggetrokken. Met drie magische wapens uit een nomadentent wordt de strijd aangegaan. Baba Yaga bedriegt Suzko en hierdoor verliest hij de opdracht Wizka wint met de vuurvogel van de grondwolf en de reis gaat door. In Zastava komen enorme Matroesjkas cadeaus opeisen voor Kikimora (mythologie). Ze zijn gescheiden en als er geen cadeau wordt gegeven, wordt een dorpeling ontvoerd. De vrienden proberen de poppen ineen te plaatsen, maar dit mislukt. Lambikov en Suzko worden door de poppen gegrepen. Wizka gaat hen achterna en hoort dat Kikimora haar popje terug wil.
Wizka realiseert zich dat het popje dat zij van generaal Zidonia kreeg, het popje van Kikimora is. Baba Yaga wijst Wizka aan en denkt dat ze, samen met Lambikov en Suzko, in een diepe slaap zal worden gebracht door Kikimora. De heks vertrekt, ze denkt dat het poppetje in een kist in het kasteel ligt. Dan geeft Wizka het poppetje weer terug aan Kikimora. Als zij ziet hoeveel Wizka van het popje houdt, besluit ze het terug te geven. Ze bevrijdt Lambikov en Suzko uit de slaap. Kikimora kruipt in een van de poppen en de Matroesjkas worden weer een, waarna ze de streek verlaten. Wizka en Suzko staan nu gelijk, ze hebben beide twee proeven gewonnen. Wizka vertelt dat ze Baba Yaga heeft gezien, de gevaarlijkste heks die er bestaat.
Ze vraagt zich af hoe Baba Yaga van het poppetje in de kist wist. Als ze hoort dat Baba Yaga zich in een dier kan veranderen, snapt ze dat het de vogel was die haar bij de eerste proef voor de gek hield. Lambikov heeft het huisje van Baba Yaga vastgebonden en hierdoor gaat ze op een berkenbezem verder. De vrienden ontmoeten Cygni en helpen de zwaan om een toneelspel te voltooien, waarna de laatste proef volgt in Siberi. De gevreesde sneeuwkozak blijkt helemaal niet zo gemeen te zijn, hij deelt kulichbrood met de kinderen. Ze worden naar de iglo der koude tenen gebracht en ook deze proef wordt volbracht. De koningskroon wordt op een tsarenzuil gezet en zal beslissen wie de macht zal krijgen.
Baba Yaga gaat intussen naar koning Kazak en wordt door hem als regent van Oerkizan benoemd als dank voor de informatie over de dood van Annah. Suzko en Wizka zien het leger naderen en proberen de brug naar Oerkizan te verdedigen. Dit lukt en Lambikov heeft generaal Zidonie en haar manschappen ook opgerommeld. Baba Yaga besluit zich weer te vermommen als ze ziet dat koning Kazak is verslagen. Koning Kazak vraagt generaal Zidonie ten huwelijk en Suzko en Wizka krijgen samen de macht in handen, zo beslist de koningskroon. Suzko ontmaskerd raadsheer Gurpovin en Baba Yaga vlucht. Lambikov wordt de nieuwe raadsheer en Lambik is klaar met vertellen, hij wil een pintje drinken met Tom. 